# Pip és Jane Baker
Pip (valódi nevén Philip) és Jane Baker angol író házaspár, akik többek között a régi Ki vagy, doki? forgatókönyvét írták.

## Forgatókönyvek
- The Pursuers (1961)
- The Third Alibi (1961)
- Dilemma (1962)
- The Painted Smile (1962)
- The Break (1963)
- Night of the Big Heat (1967)
- Detective (1968)
- Némó kapitány és a vízalatti város (1969)
- Circus (1975)
- The Expert (1976 )
- Alfa holdbázis (1976)
- Z Cars (1976–1977)
- Doctor Who (1985–1987)
  - The Mark of the Rani (1985)
  - Terror of the Vervoids (1985)
  - The Ultimate Foe (csak a 2. rész) (1986)
  - Time and the Rani (1987)
- Watt on Earth (1991–1992)
- The Last 28 (1999)

## Fordítás
- Ez a szócikk részben vagy egészben  a   Pip_and_Jane_Baker című angol Wikipédia-szócikk fordításán alapul.  Az eredeti cikk szerkesztőit annak laptörténete sorolja fel. Ez a jelzés csupán a megfogalmazás eredetét és a szerzői jogokat jelzi, nem szolgál a cikkben szereplő információk forrásmegjelöléseként.